# Pænda
Gabriela Horn, född 25 januari 1988, känd professionellt som Pænda, är en österrikisk sångerska, låtskrivare och musikproducent. Hon representerade Österrike i Eurovision Song Contest 2019 med låten "Limits".